# Луцевич, Олег Эммануилович
Олег Эммануи́лович Луце́вич (род. 3 сентября 1956 года, Москва, СССР) — советский и российский хирург, специалист в области лапароскопии, член-корреспондент РАН (2016).
Сын хирурга Э. В. Луцевича (1928—2016).

## Биография
Родился 3 сентября 1956 года в Москве в семье врачей.
В 1979 году с отличием окончил 1-й Московский медицинский институт имени И. М. Сеченова.
В 1984 году защитил кандидатскую, а в 1993 году — докторскую диссертацию.
С 1993 года — профессор кафедры хирургических болезней № 4 ММА имени И. М. Сеченова, главный хирург МК «Центр эндохирургии и литотрипсии».
С 2004 года — заведующий кафедрой факультетской хирургии № 1 МГМСУ.
С 2007 по 2012 годы — главный специалист Департамента здравоохранения Москвы по эндоскопии и эндохирургии.
В 2016 году избран членом-корреспондентом РАН.

## Научная деятельность
Активный участник внедрения лапароскопической хирургии в России, один из пионеров отечественной эндовидеохирургии.
Под его руководством защищено 24 кандидатских и 3 докторские диссертации.
Автор более 450 научных работ, 20 монографий, 14 методических рекомендаций, 9 патентов и изобретений.
В 1993 году впервые в мире выполнил лапароскопическую резекцию желудка по Б-1, впервые в Европе и России — резекцию желудка по Б-2.

### Научно-организационная деятельность
- председатель Московского хирургического общества (с 2014 года), член Российского общества хирургов, член Правления общества эндохирургов России, член Европейской ассоциации эндоскопической хирургии, член Азиатской ассоциации эндоскопических хирургов, член Общества бариатрических хирургов России;
- главный редактор рецензируемого ВАК журнала «Московский хирургический журнал» (с 2010 года), член редакционного совета журнала «Герниология», журнала «Врач. Аспирант», «Эндохирургия сегодня».

## Награды
- Заслуженный врач Российской Федерации (2013)[3]
- Медаль «В память 850-летия Москвы» (1997)